# Dominique Blancová
Dominique Blancová, nepřechýleně Dominique Blanc (* 25. dubna 1956 Lyon), je francouzská divadelní a filmová herečka, několikanásobná držitelka Césara a divadelní Molièrovy ceny.

## Život a kariéra
Pochází z pěti sourozenců. Herectví studovala na pařížské škole Cours Florent. Ve svých hereckých začátcích spolupracovala s Patricem Chéreau a hrála pouze v divadle, zejména ve hrách A. P. Čechova nebo například v Peerovi Gyntovi Henrika Ibsena.
V roce 1986 hrála ve svém prvním filmu Žena mého života postavu alkoholičky, která jí hned vynesla nominaci na Césara. Také s ní začali rychle spolupracovat významní režiséři, například Claude Sautet, Louis Malle nebo Claude Chabrol.
V 90. letech 20. století dosáhla mimořádných úspěchů na filmové i divadelní scéně a stala se jednou z mála hereček, vysoce ceněných také uměleckou kritikou. Několikrát byla nominována na Césara a za filmy Milou v máji, Indočína a Všichni, kdo mě mají rádi, pojedou vlakem ocenění skutečně získala. Za další Ibsenovo drama, Domeček pro panenky získala v roce 1998 Molièrovu cenu.
V roce 2001 získala svého čtvrtého Césara za film Stand-by. Z mnoha dalších filmů lze považovat za významný například film Ta druhá, za který kromě další nominace na Césara získala Volpiho pohár pro nejlepší herečku na Benátském filmovém festivalu. V divadle hrála v Racinově Faidře nebo v známém díle Bolest od Marguerite Duras, které několik let uváděla na několika různých francouzských divadelních scénách a za které pak v roce 2010 získala další Molièrovu cenu.
V roce 1999 byla členkou poroty na Filmovém festivalu v Cannes a v roce 2001 na německém festivalu Berlinale.
Je vdaná a má dvě dcery.

## Filmografie (výběr)
- 1986 : Žena mého života (La Femme de ma vie), režie Régis Wargnier
- 1988 : Ženská záležitost (Une affaire de femmes), režie Claude Chabrol
- 1988 : Několik dní se mnou (Quelques jours avec moi), režie Claude Sautet
- 1989 : Je suis le seigneur du château (Je suis le seigneur du château), režie Régis Wargnier
- 1990 : Milou v máji (Milou en mai), režie Louis Malle
- 1992 : Indočína (Indochine), režie Régis Wargnier
- 1994 : Královna Margot (La Reine Margot), režie Patrice Chéreau
- 1995 : Úplné zatmění (Total Eclipse), režie Agnieszka Holland
- 1998 : Všichni, kdo mě mají rádi, pojedou vlakem (Ceux qui m'aiment prendront le train), režie Patrice Chéreau
- 2000 : Herci (Les Acteurs), režie Bertrand Blier
- 2000 : Stand-by (Stand-by), režie Roch Stéphanik
- 2002 : Kůže anděla (Peau d'ange), režie Vincent Perez
- 2002 : To nám ještě scházelo! (C'est le bouquet!), režie Jeanne Labrune
- 2005 : Vyčerpání (Sauf le respect que je vous dois), režie Fabienne Godet
- 2008 : Ta druhá (L'Autre), režie Patrick-Mario Bernard a Pierre Trividic
- 2010 : Život kočky (Une vie de chat), režie Alain Gagnol a Jean-Loup Felicioli

## Ocenění

### César
Ocenění
- 1991: César pro nejlepší herečku ve vedlejší roli za film Milou v máji
- 1993: César pro nejlepší herečku ve vedlejší roli za film Indočína
- 1999: César pro nejlepší herečku ve vedlejší roli za film Všichni, kdo mě mají rádi, pojedou vlakem
- 2001: César pro nejlepší herečku za film Stand-by

Nominace
- 1987: César pro nejslibnější herečku za film Žena mého života
- 1990: César pro nejslibnější herečku za film Je suis le seigneur du château
- 1995: César pro nejlepší herečku ve vedlejší roli za film Královna Margot
- 2003: César pro nejlepší herečku ve vedlejší roli za film To nám ještě scházelo!
- 2010: César pro nejlepší herečku za film Ta druhá

### Molièrova cena
Ocenění
- 1998: Molièrova cena pro herečku za představení Domeček pro panenky Henrika Ibsena
- 2010: Molièrova cena pro herečku za představení La Douleur
- 2016: Molièrova cena pro herečku za představení Les Liaisons dangereuses

Nominace
- 1987: Molièrova cena pro divadelní objev za představení Figarova svatba
- 2003: Molièrova cena pro herečku za představení Faidra Jeana Racina

### Jiná ocenění
- 2008: Volpiho pohár pro nejlepší herečku na Benátském filmovém festivalu za film Ta druhá